# Cap of Maintenance

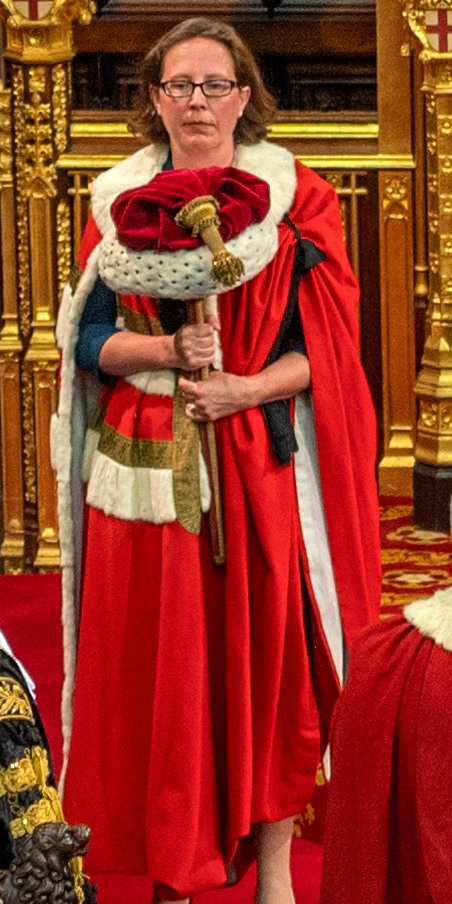
Baroness Evans of Bowes Park, Lordsiegelbewahrerin und Vorsitzende des Oberhauses, mit hermelinverbrämter Robe und der Cap of Maintenance auf dem Stab, bei der Parlamentseröffnung (2022)

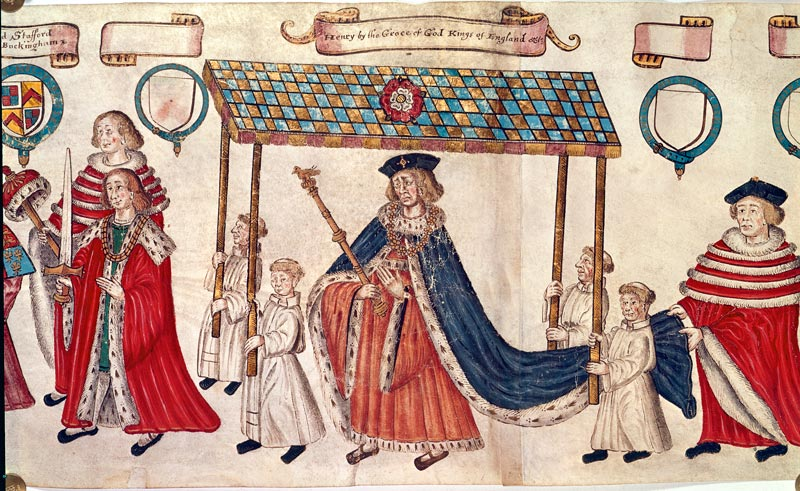
Heinrich VIII. Prozession zur Parlamentswahl, links neben dem Schwertträger der Würdenträger mit der Cap of Maintenance auf dem Stab (1512)

Die Cap of Maintenance, Hat of Maintenance, (Mütze oder auch Hut der Be„haupt“ung) oder Cap of Dignity (Ehren-, Würdemütze), ist eine ehemals vom Papst an den englischen Herrscher verliehene Mütze. Der Name bezeichnet außerdem eine historische, bis heute überdauerte zeremonielle Kopfdeckung der Schwertträger einiger bedeutender englischen Städte.
Die Verleihung der Kopfbedeckung durch den britischen Monarchen ist für die jeweilige Stadt eine hohe Ehre. Damit ausgezeichnet wurden, eventuell neben anderen, die Orte Appleby-in-Westmorland, Bristol, Canterbury, Coventry, Gloucester, King’s Lynn, Kingston upon Hull, Kirkby-in-Kendall (Cumbria), Lincoln, London, Newcastle upon Tyne, Norwich (Juli 1406), Shrewsbury, Thetford, Worcester und York. Sie wird von dafür bestimmten Personen als Zeichen des Adels oder einer besondere Ehre getragen. In dieser Art ist sie häufig in der britischen Heraldik abgebildet. Die Form ähnelt öfter etwas der einer Schiebermütze.

## Ursprung
Der Ursprung dieses durch den Souverän an eine Stadt oder eine Ortschaft verliehenen Würdesymbols ist unklar, auch seit wann und warum der Schwertträger diese Kopfbedeckung trägt, während er das Schwert hält. Dass sie jedoch eng zusammen gehören, zeigt sich in dem wichtigen Teil der Zeremonie der Einsetzung eines Herzogs, bei dem ihm das Schwert umgürtet wird und ihm eine Cap of Maintenance aufgesetzt wird. Zur Herkunft und Bedeutung des Namens könnte vermutet werden, dass er mit dem altfranzösischen Verb maintenir – „halten“ oder „bewahren“ – zusammenhängt.
Es gibt wahrscheinlich eine Verbindung zur „Cap of Estate“ oder zur „Dignity“, die manchmal auch als Cap of Maintenance bezeichnet wird, ähnlich dem königlichen Symbol mit zwei Spitzen oder Hörnern hinten, das von bestimmten Familien als heraldisches Zeichen getragen wird, in der Heraldik als „Chapeau Gules, mit Hermelin umrandet“ bezeichnet. Früher trugen die Könige zur Krönung, darunter auch noch George VI. (1895–1952), die Cap of Maintenance unmittelbar vor dem Gottesdienst auf dem Weg zur Westminster Abbey.

## Königliche Insigne

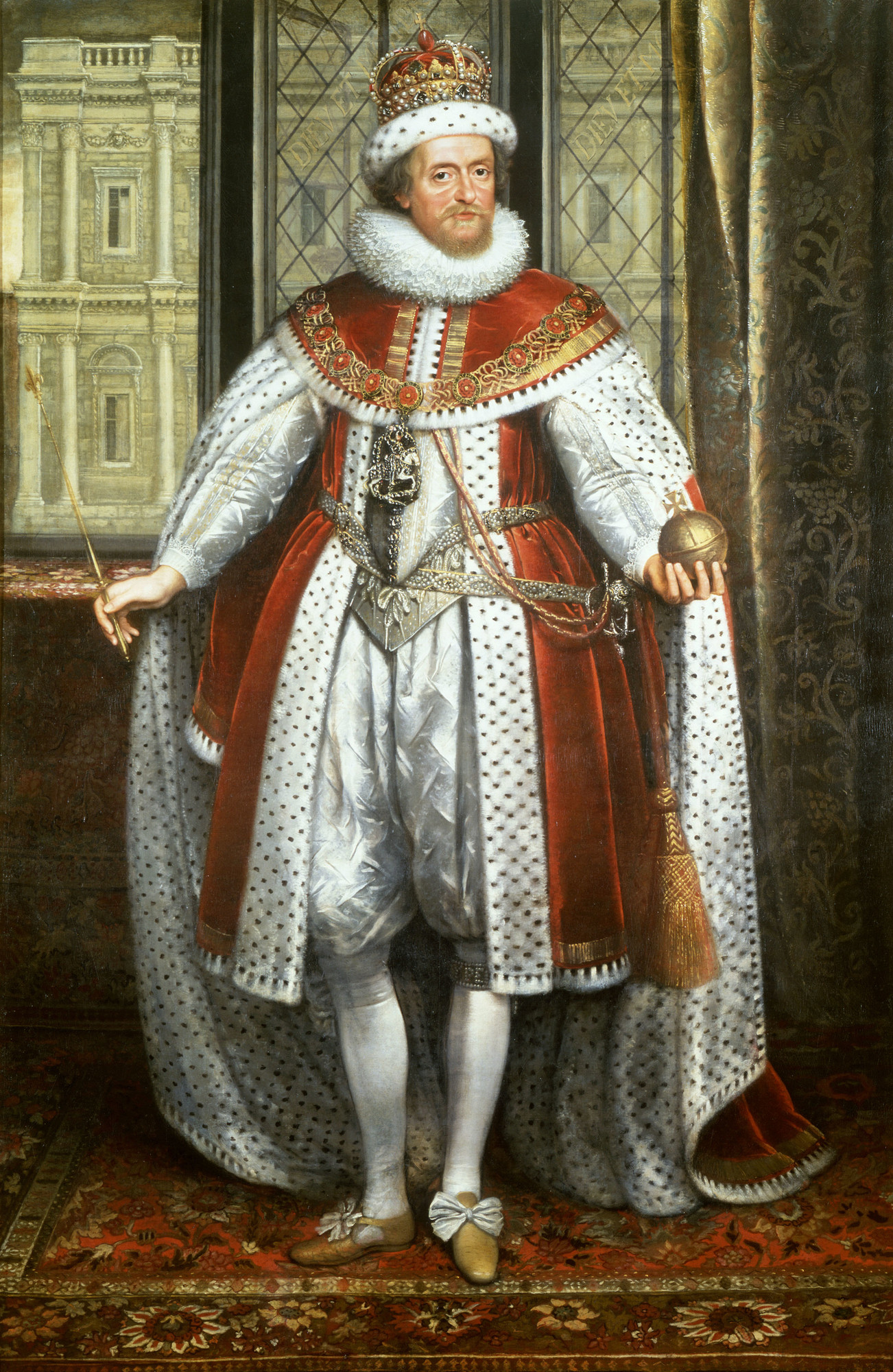
Jakob I. (1566–1625) in Staatsrobe mit Cap of Maintenance

Die vom Papst an den englischen Monarchen überreichte Cap of Maintenance sollte jedoch nicht mit der Ständekappe des Landesherren verwechselt werden, die bei königlichen Anlässen und Zeremonien in England getragen wurde. Die Tradition, dass der König neben seiner Krone eine Mütze aus Hermelinfell und karmesinrotem Samt trägt, geht bis in die frühe normannische Zeit, etwa nach 1100, zurück. Eine der ersten grafischen Abbildungen findet sich auf einem großen Siegel von König Edward III. Die schwarzen Tupfen im weißen Fell sind, oder imitieren, die für Hermelinkleidung übliche Ausschmückung mit Hermelinschweifen mit den schwarzen Schwanzenden.
Die Cap of Maintenance gehört zu den Insignien des britischen Souveräns bei seiner Krönung, vor der Salbung, wie zuletzt bei George VI. Bei Staatsprozessionen wurde sie von einem Adeligen vorweg getragen (anders als bei Krönungen), wie bei der Fahrt zur Westminster Abbey, bei der Prozession in der Abbey und dann, wenn sie während des ersten Teils des Krönungsgottesdienstes auf dem Thronsessel Platz nehmen. Die Kappe hatte um 1900 auch in dem aufgeschlagenen Hermelinrand der Samtmützen überdauert, die als eingenähte Ausfütterung der Königskrone sowie von denen der Prinzen und Peers getragen wurden.
Zur Krönung von Richard I. (1157–1199), genannt Richard Löwenherz, trug Godfrey de Lucy den königlichen Hut, das „pileum regium“, während der Prozession zur Kirche; und während der Zeremonie legte der Erzbischof dem König das geweihte Tuch auf den Kopf, darüber die von de Lucy mitgeführte Mütze; anschließend setzte er ihm die Krone auf.
Die Cap of Maintenance wurde beispielsweise sowohl Heinrich VII. als auch Heinrich VIII. verliehen. Heinrich der VII. erhielt sie wohl zweimal, 1488 von Papst Innozenz VIII. und 1496 von Papst Alexander VI., beide Male zusammen mit einem Schwert. Heinrich der VIII. bekam sie mit einem Schwert am 14. März 1513 von Papst Leo X. König Jakob VI. erhielt 1507 beides von Papst Julius II. Bei ihrer Krönung hatten die Könige die Kappe in der Regel auf dem Weg zur Westminster Abbey auf, unmittelbar vor der Zeremonie.
Eine der Aufgaben des Monarchen ist es, das Parlament nach der Legislaturperiode zu eröffnen und zu schließen. Bei solchen Anlässen werden Samtroben, Perücken und all die anderen Utensilien, die mit der britischen Führungsschicht assoziiert werden, zur Schau gestellt. Auf dem Weg wird die Mütze nach der Eröffnung des Parlaments direkt vor dem Monarchen mitgeführt, in der Regel vom Vorsitzenden des Oberhauses. In der übrigen Zeit wird die Mütze in einer Blechkiste aufbewahrt, zusammen mit dem „Stab zum Aufstellen“.
Regierende Königinnen zeigten sich stattdessen eher mit dem Staatsdiadem von George IV. als mit der Cap of Maintenance, wie auch Königin Elisabeth II. Diese ließ zudem Ende 2019 verlauten, dass sie künftig keinen echten Pelz mehr tragen wird. Darauf zurückgeführt, brach in Kanada die Pelzjagd, eine wesentliche Erwerbsquelle eines Teils der einheimischen Bevölkerung, schlagartig zusammen.

## Ortsvarianten, Auswahl
Eine Reihe englischer Städte und Gemeinden verwenden eine Cap of Maintenance, die von einem Zeremonienbeamten, meist einem Schwertträger, getragen wird. Neben dem gleichzeitig mitgeführten Zeremonienschwert und -streitkolben symbolisiert sie, dass der Bürgermeister der Vertreter des Landesherrn ist. Sie erschien als Teil der Insignien von Gloucester, auf den Siegeln der Städte Wallingford und wahrscheinlich Staines, in den Wappen von Osbaston (Leicester) und Kingston upon Hull (Mai 1443). Für King’s Lynn ist es fraglich, ob sie dort jemals getragen wurde. Während der Stuart-Restauration warfen die Bürger von Salisbury Schwert und Mütze als republikanischen Tand weg.
Frühe Urkunden, die das Recht auf den Gebrauch eines Zeremonienschwertes gewährten, erwähnten oft zusätzlich das Recht auf die Cap of Maintenance. Ursprünglich scheint sie ein Privileg der Herzöge gewesen zu sein. Möglicherweise hatte es jedoch einen rein praktischen Ursprung, wenn sie dazu diente, den Sitz einer Krone zu verbessern oder den Kopf vor blankem Metall auf der Krone zu schützen. Wahrscheinlich besteht ein Zusammenhang mit der Kappe des Standes [„cap of estate“] beziehungsweise der Kappe der Würde [„cap of dignity“], die manchmal auch als „Cap of Maintenance“ bezeichnet wird und ähnlich aussieht, aber hinten zwei Spitzen oder Hörner hat. Diese scheint ursprünglich ein Privileg der Herzöge gewesen zu sein. An ihr ist das Wappen anstelle des sonst üblichen Kranzes befestigt.
Die Formen waren jedoch vielfältig. Die Kopfbedeckungen von London, Coventry und Newcastle ähneln den kegelförmigen Mützen, die von Personen von Rang vor und um 1400 getragen wurden. Die von Coventry und Newcastle ziert dagegen eine goldene Kordel mit Quaste. Die von Bristol und Gloucester haben aufgekrempelte Ränder, die der flachen Form von Bristol nachfolgten, zumindest seit der Regierungszeit von Edward IV., das war von 1461 bis 1470 und von 1471 bis 1483. Diese karminroten Samtmützen oder -kappen sind, genau genommen, Hüte mit flachem Deckel und einem breiten Rand, den Hüten der Beefeater von Exeter nicht unähnlich, goldbestickt und mit angehängter goldener Kordel mit Quaste ausgeschmückt. Als 1463 eine Kleiderordnung gegen allzu aufwändige Garderobe erlassen wurde, wurde die Cap of Maintenance davon ausdrücklich ausgenommen.
Im Zusammenhang mit dem Schwertträger von York hieß es:

„Der erste, der Schwertträger, hat ein eigenes Privilegium, nämlich dieses, daß er, wenn er mit seinem Schwerte in der Hand functioniert, vor keiner Person, sie sei so hoch sie wolle, seinen Hut abnehmen darf, es sei denn, der gesalbte und gekrönte König selber.“

### Muscovy Hat
Die Kopfbedeckung des Schwertträgers des Bürgermeisters der City of London wird Muscovy Hat („Moskowitischer Hut“) genannt. Es ist anzunehmen, dass ihre Geschichte noch wesentlich weiter zurückreicht als die mit 1393 früheste Datierung der Verleihung einer Ehrenkappe an den Schwertträger von York. Bis in das 19. Jahrhundert war der Muscovy Hat Bestandteil des Wappens von London.

### Bristol
Die Version in Bristol besteht aus Fehfell und hat keine Krempe.

### Coventry
Coventry verfügte 1895 über zwei Mützen, eine aus Pelz mit goldener Kordel und eine aus rotem Samt.

### Exeter

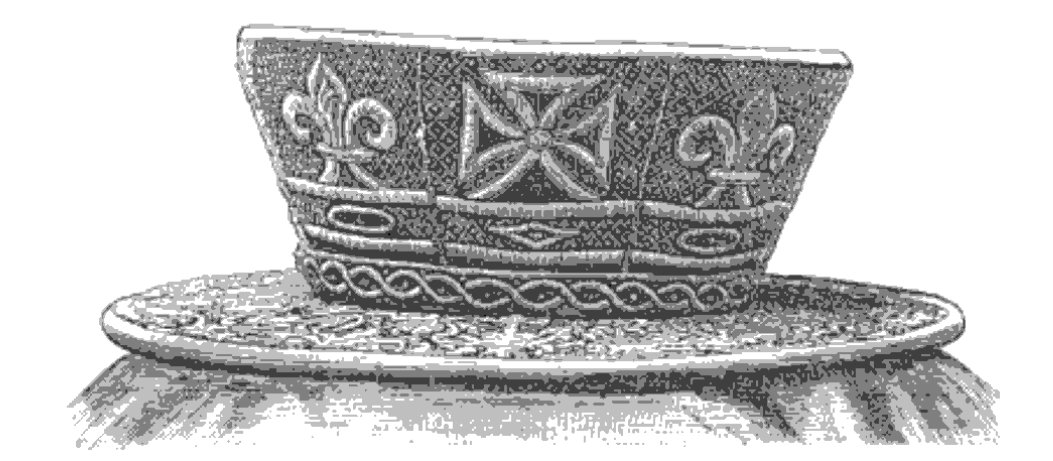
Samtkappe in Exeter

Die Cap of Maintenance in Exeter, vom Aussehen her aus dem 16. Jahrhundert, soll dem Schwertträger von Heinrich VII. im Jahr 1497 verliehen worden sein, zusammen mit einem Schwert. Sie ist aus besticktem Samt in Hutform mit gerade abstehender Krempe gearbeitet. Es hieß, der erhaltene schwarze Samtstulpen soll noch vom ursprünglichen Exemplar stammen. Wenn der Bürgermeister mit seiner Begleitung in der Prozession zur Kathedrale ging, lief der Schwertträger mit dem Hut auf dem Kopf vor dem Magistrat, er nahm ihn erst ab, nachdem der Bürgermeister sich gesetzt und er das Schwert vor ihm abgelegt hatte. In dem Moment, wenn die Prozession wieder aufbrach, nahm er das Schwert und setzte sich den Hut wieder auf. In anderer Quelle wurde dagegen gesagt, dass es ganz ungewöhnlich war, dass in Exeter der Hut bei Prozessionen meist auf einem Kissen vor dem Bürgermeister her getragen wurde.
Das andere Schwert, zusammen mit der Cap of Maintenance, wurde der Stadt von Heinrich II. bei seinem Besuch hier am 7. Oktober 1497 verliehen, nach seinem Sieg über die Anhänger des später hingerichteten, so genannten Perkin Warbeck. Er dankte den Bürgern herzlich für ihren treuen und tapferen Dienst gegen die Rebellen, versprach ihnen die Fülle seiner Gunst und (als zusätzliche Ehre für die besagte Stadt) ein Schwert, das von seiner eigenen Seite genommen wurde, sowie eine Cap of Maintenance. Er ordnete an, dass in Zukunft dieses Schwert auf allen öffentlichen Plätzen der Stadt vor dem Bürgermeister getragen werden solle, wie es sein edler Vorgänger, König Eduard der Vierte, zu dem gleichen Zweck bereits getan hatte, und dass die genannte Kappe entsprechend getragen werden solle, woraufhin ein Schwertträger gewählt und vereidigt wurde, um diesem Amt beizuwohnen.

### Gloucester
Gloucester hat zwei Caps of Maintenance. Der Schwertträger trägt eine 7 ½ Inch hohe rote Samtkappe mit Zobelfell mit gerollter Krempe und eingesenkter Krone, ähnlich der in London. Die zweite ist aus Hermelinfell und aus Fehfell, sie wird aber nur bei besonderen Gelegenheiten als Symbol bei Ausstellungen verwendet, zusammen mit Schwert und Streitkolben. Eine ähnliche Kappe wird bei der Krönung in Westminster vor dem Monarchen hergetragen.

### Herford
In Herford war die Kappe manchmal rot, manchmal purpurn. Der Schwertträger hatte eine zweite aus schwarzem Samt.

### Kingston upon Hull
Im Jahr 1895 beschrieb J. R. Boyle die Geschichte der Caps of Maintenance und der Zeremonienschwerter von Kingston upon Hull, kurz Hull, nach einer Anfrage des damaligen Bürgermeisters. In den frühen „Chamberlains’ Rolls“ fand er im Zusammenhang mit der Cap of Maintenance des Schwertträgers folgende Ausgaben [s. = Shillings, d. = Pennys]:
1441–1442: Für die mit Dachsfell gefütterte Kappe 14s
1443–1444: Eine Zahlung an Nicholas Bradeshawe für Pelz aus Biberfell, im Auftrag des Bürgermeisters, 24s.
1445–1446: Eine Zahlung an Hugh Cliderhowe für Biberfell, gekauft für ihn und den Schwertträger durch den Bürgermeister, mit Zustimmung des Rates, 6s. 8d.
1475–1476: Für ein Dachsfell, um den Hut des Schwertträgers des Bürgermeisters zu reparieren, 12s. Und noch einmal für das Gleiche zu machen, bezahlt, 3s. 7d.
1482–1483: Für die Reparatur des Schwertträgerhutes, 13d.
1483–1484: Für die Reparatur des Hutes und des vor dem Bürgermeister getragenen Schwerts, 15s. 8½d.
1494–1495: Reparatur des Hutes, bezahlt im Auftrag des Bürgermeisters, 16d.
Die Inventarliste des Jahres 1674 enthält zwei Schwerter und eine Cap of Maintenance, eine gegeben von … [fehlender Eintrag]. Die Formulierung „zwei Schwerter und eine Cap of Maintenance“ taucht immer wieder auf, bis zum Bestandsverzeichnis des Jahres 1837, in dem die Insignien in die Obhut der neuen Gesellschaft übergingen.

### Lincoln
Auch die Diözese Lincoln hatte 1895 zwei Caps, eine aus rotem und eine aus kastanienbraunem Samt.

### Newcastle
Die Cap of Maintenance von Newcastle hat die gleiche Form wie die in London. Sie ist ein Hut in der Art, wie er zu der Zeit getragen wurde, als Richard II. dem Bürgermeister von Newcastle das Recht verlieh, ein Schwert vor sich her tragen zu lassen. Er besteht aus grauem Fehfell mit einer Krone aus karmesinrotem Samt und langen, anhängende Goldschnüren, die in Quasten enden.

### York

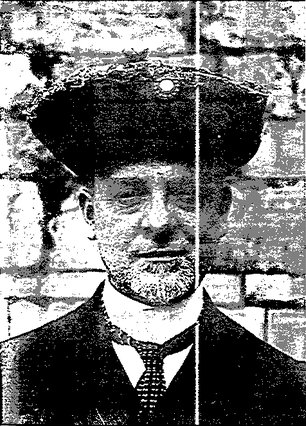
Mr. Emmet, Schwertträger von York mit Cap of Maintenance (1913)

In der Stadt York wird die ursprüngliche mittelalterliche Cap of Maintenance im Herrenhaus des Oberbürgermeisters der Stadt aufbewahrt und ausgestellt. Sie wurde dem Sheriff von York von König Richard III. verliehen, der aus der Yorker Dynastie stammte. Sie wird noch immer bei besonderen bürgerlichen oder kirchlichen Anlässen verwendet, wie beispielsweise bei den Feierlichkeiten im Jahr 1996 anlässlich des sechshundertjährigen Bestehens der königlichen Charta, die der Stadt York den Titel „Freedom to the City of York“ verlieh. Meist wurde sie schon vor Mitte des 19. Jahrhunderts als „Freiheitsmütze“ auf das Schwert gesteckt getragen.
Aus guter Quelle überliefert, jedoch nicht belegt ist, dass die Cap of Maintenance der Stadt im Jahr 1393 verliehen wurde. Eine zweite Mütze wurde 1445 erworben. Es dauerte bis 1580, bis sie durch ein neues Exemplar ersetzt wurde.
Die Yorker Mütze hat keinen Pelzbesatz. 1895 wurde sie als Mütze mit zu einer zu einem Dreispitz aufgeschlagenen Krempe beschrieben. Es existieren Abbildungen von Würdenträgern aus dem 18. und frühen 19. Jahrhundert, welche die Mütze als Teil ihrer Robe tragen. Auf diesen Bildern ist der Rand mit einem Flechtmuster („braid“) verziert. Oben auf der Stoffkrone befindet sich ein kleiner Reif, etwa wie ein kunstvoller Knopf, daran eine Quaste. Es ist anzunehmen, dass diese Ausschmückungen erst im 18. Jahrhundert hinzugefügt wurden und dass das Goldband und die Quaste, die in den Aufzeichnungen von 1580 erwähnt wurden, damals unten um die Krone herum gewesen sein müssen. Als die Mütze Anfang des 21. Jahrhunderts dem Konservator übergeben wurde, war sie noch mit dem originalen roten Samt bezogen. Um die Kante der Krempe herum befand sich ein goldenes „braid“, das mehrmals um die Krone herumgeführt wurde, bevor es in einer Rosette befestigt wurde, die mit überzogenem Hutdraht versteift war. Im Design entsprach sie dem Porträt aus dem achtzehnten Jahrhundert. Das nach vorn zu tragende „Juwel“ beziehungsweise der Knopf könnte der Art nach in jede Zeit passen, stammt wahrscheinlich jedoch auch aus dem 18. Jahrhundert. Auch der aufgeschlagene Rand entsprach mehr der Mode des 18. denn des 16. Jahrhunderts.
Auf einer Abbildung ist zu sehen, das Heinrich VII. einen blauen Surcot trug und eine Cap of Maintenance in der Hand hielt, als er die Abendmesse in der Minster Church von York besuchte. Bei der Beerdigungsprozession desselben Herrschers trugen gleich drei der in schwarzen Samt gekleideten Gefolgsleute, vor prächtigen Kutschen reitend, die Cap of Maintenance, die während ihrer Pontifikatsdauer drei Päpste gesandt hatten.

### Waterford
Die von König Heinrich VIII. an seinen Jugendfreund und späteren Bürgermeister, William Wyse, der irischen Stadt Waterford verliehene Cap of Maintenance wird im dortigen Mittelaltermuseum „Waterford Museum of Treasures“ aufbewahrt. Die darauf gestickten Tudor-Rosen stehen für die rote Rose von England, das Symbol der Tudor-Monarchie. Die Gänseblümchen oder Margeriten waren das Emblem der Großmutter von König Heinrich VIII., der Margaret Beaufort (1443–1509), deren Entschlossenheit, politisches und militärisches Geschick Heinrichs Vater, Heinrich VII., auf den englischen Thron gebracht hatten.
Die aufbewahrte Kappe, der Form nach eher ein Hut, ist noch das Original aus dem 16. Jahrhundert. Der Rand ist nicht hochgeschlagen. Da für die Stickerei massive Goldfäden verwendet wurden, steht fest, dass sie für den König selbst angefertigt wurde. Sie ist das einzige erhaltene Kleidungsstück, das König Heinrich VIII. oder einem seiner Vorgänger gehörte. Nach Angabe des Museums besteht kaum ein Zweifel daran, dass die Mütze von Londoner Schneidern hergestellt wurde, die am königlichen Hof arbeiteten, obwohl der Samt mit ziemlicher Sicherheit im italienischen Lucca hergestellt wurde, damals ein Zentrum der Luxusstoffindustrie. Der Deckel wird durch Fischbein steif gehalten. Das Fischbein in der Cap of Maintenance von Heinrich VIII. ist eines der frühesten, wenn nicht sogar das früheste in Europa erhaltene Beispiel für die Verwendung von Walbarten in Kostümen.
Als König Heinrich VII. William Wyse an den königlichen Hof einlud, freundete der sich mit dem jungen Prinzen Heinrich an. Als Heinrich 1509 als Heinrich VIII. König wurde, setzte er William Wyse in viele wichtige Positionen am Hof ein, unter anderem als Verwalter der königlichen Garderobe („Keeper of the King’s Wardrobe“). Die Garderobenbücher des Königs sind erhalten geblieben. Aus ihnen geht hervor, dass der König William Wyse viele feine Kleider aus Samt schenkte, ein sehr teurer Stoff in der Tudorzeit (1485 bis 1603). Es bestand eindeutig eine sehr enge Beziehung zwischen dem Bürger von Waterford und dem König.
William Wyse wurde 1534 zum Bürgermeister gewählt. 1535 entsandte die Stadt William Wyse als Gesandten oder Botschafter der Stadt an den königlichen Hof in Greenwich bei London. Die Stadt hoffte zweifellos, durch die guten Dienste von William Wyse zahlreiche Privilegien und Vergünstigungen vom König zu erhalten. Im März 1536 sandte der König Wyse nach Waterford, um dem Bürgermeister ein Schwert („bearing sword“) zu schenken. Nach seiner Rückkehr an den Hof schickte der König Wyse am 30. April erneut nach Waterford, diesmal mit der Cap of Maintenance. Der König ordnete an, dass diese bei feierlichen Anlässen vor dem Bürgermeister von Waterford getragen werden sollte, als Symbol der hohen Wertschätzung des Königs für die Stadt.
Jahrhundertelang wurde die Kappe vor dem Bürgermeister getragen. Dies endete erst 1920, als Bürgermeister Vincent White – absichtlich oder unabsichtlich – Oliver Cromwell zitierte und erklärte: „Weg mit diesen Spielereien“. Die Kappe wurde im Tresorraum des Rathauses, den „Muniment Room“, eingelagert und somit aus der Öffentlichkeit entfernt. Bei jeder Bürgermeisterwahl, bei der es zu einem Gleichstand kam, wurde sie noch einmal herausgenommen, um als Lostopf für die endgültige Bestimmung des Bürgermeisters zu dienen.
Die Waterforder Cap of Maintenance wurde Ende des 19. Jahrhunderts in einer großen Ausstellung in Dublin zusammen mit anderen städtischen Insignien ausgestellt. Im Jahr 1998 wurde sie konserviert und für die Ausstellung „Waterford Treasures at the Granary“ vorbereitet. Eine Metallplatte in der Krone wurde entfernt, nachdem sie im Victoria und Albert Museum in London analysiert worden war und man dort feststellte, dass diese erst aus dem 19. Jahrhundert stammte.